# Hole in the Earth
Hole in the Earth è un singolo del gruppo musicale statunitense Deftones, pubblicato il 5 settembre 2006 come primo estratto dal quinto album in studio Saturday Night Wrist.
Un rifacimento del brano è stato incluso nella colonna sonora del film Underworld - La ribellione dei Lycans.

## Video musicale
Il videoclip, diretto da Brian Lazzaro, mostra scene del gruppo all'interno di un'astronave con altre in cui eseguono il brano in uno spazio vuoto ed altre in cui appare il solo Chino Moreno in una città che si disintegra nel corso della durata del brano.

## Tracce
Testi e musiche dei Deftones.
CD promozionale (Europa, Regno Unito)
1. Hole in the Earth – 4:11

CD singolo (Europa – parte 1)
1. Hole in the Earth – 4:14
2. Hexagram (Live) – 4:14

CD singolo (Europa – parte 2)
1. Hole in the Earth – 4:14
2. My Own Summer (Shove It) (Live) – 3:45
3. Hole in the Earth (Video)

## Formazione
Gruppo
- Chino Moreno – voce, chitarra
- Stephen Carpenter – chitarra
- Chi Cheng – basso
- Frank Delgado – tastiera, campionatore
- Abe Cunningham – batteria

Produzione
- Bob Ezrin – produzione
- Deftones – produzione
- Shaun Lopez – produzione parti vocali, produzione aggiuntiva
- Brian Virtue – registrazione, ingegneria del suono
- Brian Humphrey – registrazione, ingegneria del suono
- Ryan Gorman – ingegneria Pro Tools
- Ryan Williams – missaggio
- Brian Warwick – assistenza al missaggio
- Howie Weinberg – mastering

## Classifiche
| Classifica (2006)             | Posizione massima |
| ----------------------------- | ----------------- |
| Regno Unito                   | 69                |
| Stati Uniti (alternative)     | 20                |
| Stati Uniti (mainstream rock) | 21                |